# Anita Tack

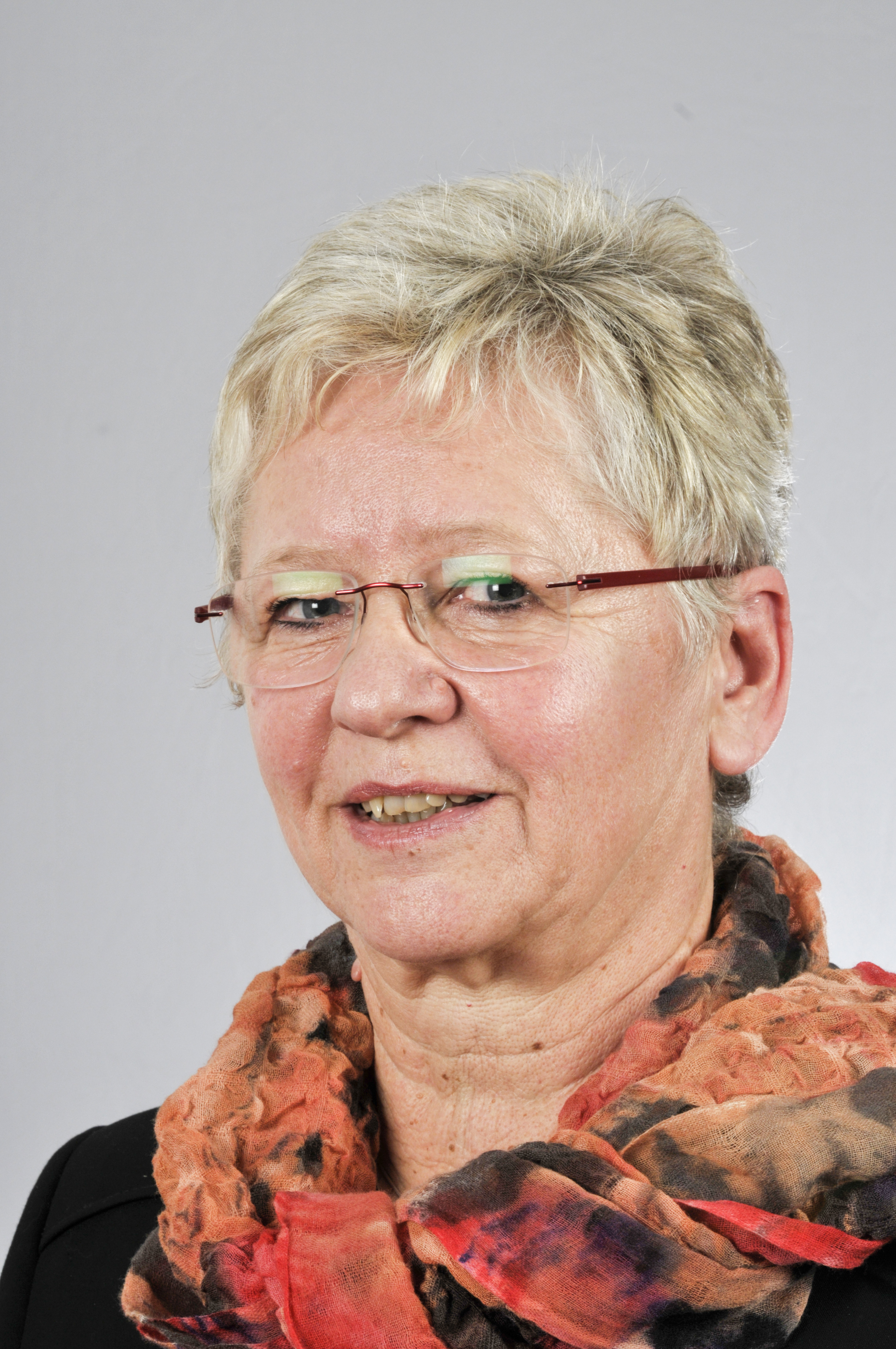
Anita Tack (2016)

Anita Tack (* 4. April 1951 in Dresden) ist eine deutsche Politikerin (Die Linke). Sie war von 2009 bis 2014 Ministerin für Umwelt, Gesundheit und Verbraucherschutz des Landes Brandenburg. Zwischen 1994 und 2019 war sie Mitglied des Landtages Brandenburg.

## Leben
Ab 1969 studierte Anita Tack Städtebau und Gebietsplanung an der Hochschule für Architektur und Bauwesen Weimar. Dieses Studium schloss sie 1973 als Diplomingenieurin ab. Anschließend arbeitete sie bis 1987 im Büro für Territorialplanung des Bezirkes Potsdam. 1987 wurde sie stellvertretende Vorsitzende der Bezirksplankommission in Potsdam. Von 1988 bis 1989 absolvierte sie ein Studium an der Akademie für Gesellschaftswissenschaften in Moskau. Von 1990 bis 1991 arbeitet sie als Mitarbeiterin der Bezirksverwaltungsbehörde Potsdam. Von 1991 bis 1994 war sie stellvertretende Leiterin der Fraktionsgeschäftsstelle der PDS im Landtag Brandenburg. Anita Tack hat zwei Kinder.

## Politik
Seit 1969 war Tack Mitglied der SED und seit 1990 der PDS. Von 1990 bis 1997 war sie zudem Mitglied des PDS-Landesvorstandes und stellvertretende Landesvorsitzende und von 1999 bis 2001 Landesvorsitzende der Partei. 1994 wurde sie Mitglied des Brandenburger Landtages in der 2. Wahlperiode und fungierte als Regional- und verkehrspolitische Sprecherin der Fraktion sowie als Vorsitzende des Ausschusses für Stadtentwicklung, Wohnen und Verkehr. Zudem war sie stellvertretendes Mitglied im Umweltausschuss. In der 3. Wahlperiode ab 1999 war sie Mitglied des Landtagspräsidiums, Mitglied im Hauptausschuss sowie Regional- und verkehrspolitische Sprecherin der PDS-Fraktion und Mitglied im Ausschuss für Stadtentwicklung, Wohnen und Verkehr. Bei der Landtagswahl 2004 gelangte sie über die Landesliste in den Brandenburger Landtag der 4. Wahlperiode.
Nach der Landtagswahl 2009 und dem folgenden Regierungswechsel war sie von November 2009 bis ins Jahr 2014 Ministerin für Umwelt, Gesundheit und Verbraucherschutz im Kabinett Platzeck III.
Zur Landtagswahl 2014 trat sie im Landtagswahlkreis Potsdam I an. In der 6. Wahlperiode war sie Sprecherin ihrer Fraktion für Stadtentwicklung, Bauen, Wohnen und Verkehr. Sie arbeitete als stellvertretende Vorsitzende des Ausschusses für Infrastruktur und Landesplanung und Mitglied im Ausschuss für Haushaltskontrolle.

## Werke
- Anita Tack: Enkeltauglich : nachhaltige Politik für Brandenburg : ein Rückblick auf 5 Jahre als Ministerin für Umwelt, Gesundheit und Verbraucherschutz : 2009-2014. 1. Auflage. WeltTrends, Potsdam 2016, ISBN 978-3-945878-14-9.
- Anita Tack: BER : das Lehrstück vom Flug- und Fluchhafen. 1. Auflage. WeltTrends, Potsdam 2022, ISBN 978-3-949887-13-0.